# Militaire (motorfiets)
Militaire is een historisch Amerikaans merk van motorfietsen, dat ook als Militor bekend was.
De motorfietsen werden geproduceerd van 1911 tot 1922.
Liefst acht Amerikaanse bedrijven hebben hun tanden stukgebeten op deze 1115 cc luchtgekoelde viercilinder die zeer bijzonder geconstrueerd was. Althans zo lijkt het. 
In de meeste gevallen veranderde de bedrijfsnaam alleen. De eerste Militaire had een zeer lage instap, een autostuur en zijwieltjes en werd in 1911 gebouwd. Er was overigens ook een 480 cc eencilindermodel en rond 1915 kwam de viercilinder in 1306 cc uitvoering. De Militaire had in feite niets militairs aan zich, maar werd desondanks door het Amerikaanse leger in de Eerste Wereldoorlog ingezet. De Militaire viercilinder motorfietsen hadden een aantal bijzondere constructies, zoals cardanaandrijving, houten spaken, een soort naafbesturing, opklapbare steunwielen en een zeer comfortabel zweefzadel dat op een lange veerarm bevestigd was. De steunwielen dienden niet als standaard, maar konden na het wegrijden met behulp van een pedaal worden ingeklapt, en vlak vóór het stoppen met een tweede pedaal worden neergelaten. Om te parkeren was een sterke bok onder het achterwiel aangebracht. 
De motorfietsen werden gebouwd door: The Militaire Auto Co. Inc. in Cleveland, The Militaire Motor Vehicle Co. in Buffalo, Militor Corporation in Jersey City, Knox Motors in Springfield, Militor Motor Corporation in Springfield, Sinclair Motor Corporation in Springfield, Sinclair Militor Corporation (onbekend waar) en Bullard Machine Tool Co in Bridgeport. 
De naamsverandering van Militaire naar Militor kwam na de Eerste Wereldoorlog, omdat Militair in 1917 failliet was gegaan. De reden hiervoor was waarschijnlijk dat Sinclair steeds probeerde automobilisten voor zijn machines te interesseren. Ze hadden niet alleen dat autostuur, maar in advertenties werden ze ook aangeprezen als “de nieuwe auto op twee wielen”. Dat sprak de motorrijders niet aan, maar de automobilisten natuurlijk nog minder. 
In 1919 fuseerde Militor met Knox (daardoor veranderde ook de bedrijfsnaam in Militor Motor Co, Springfield). De verkoop trok aan toen Sinclair zich meer op de motorrijders ging richten. Maar de machines vertoonden ook mankementen, vooral waar het de smering betrof. In 1922 werd de productie beëindigd.

## Video
proefrit met een Militaire uit 1915